# わっ!!ツービートだ
『わっ!!ツービートだ』は、日本テレビ系列局ほかで放送されていた日本テレビ製作のバラエティ番組である。全14回。日本テレビ系列局では1982年4月28日から同年9月まで、毎週水曜 19:30 - 20:00 （日本標準時）に放送。
前番組『テレビに出たいやつみんな来い!!』から引き続きツービートが司会を務めていた。

## 出演者

### 司会
- ビートたけし（ツービート）
- ビートきよし（ツービート）

### レギュラー
- 大熊元司
- 大貫久男
- 片岡鶴太郎
- 魁三太郎
- 山田邦子

### ゲスト
- 岩崎良美
- 甲斐智枝美
- 川島なお美
- 倉田まり子
- 榊原郁恵
- 桜木健一
- 浜田朱里
- 三原順子
- 和田アキ子

## 主なコーナー
おタケちゃんスペシャル
たけしによるテーマ別毒舌トーク。『テレ来い』から引き続き行われていたコーナー。
Dr.ストップ タケちゃん
タイトルは似ているが『Dr.スランプ アラレちゃん』のパロディではなく、同作品とは全く異なる内容である。
爆笑コント
残りの時間はコントで閉める。
絶叫ゲーム
帰ってきたテレ来い
毒ガスゲーム

## スタッフ
- 企画・制作：萩原敏雄（日本テレビ）
- プロデューサー：人見英夫、辻澄子、牛丸謙壱
- ディレクター：小杉善信（日本テレビ）、伊藤輝夫
- 構成：高田文夫、今林芳木 ／ 北野武
- 制作協力：IVSテレビ制作
- 企画協力：太田プロダクション
- 製作：日本テレビ

## 放送局
系列は当番組終了時（1982年9月）のもの。
| 放送対象地域   | 放送局             | 系列                                         | 備考   |
| -------------- | ------------------ | -------------------------------------------- | ------ |
| 関東広域圏     | 日本テレビ         | 日本テレビ系列                               | 製作局 |
| 北海道         | 札幌テレビ         | 日本テレビ系列                               |        |
| 青森県         | 青森放送           | 日本テレビ系列 テレビ朝日系列                |        |
| 岩手県         | テレビ岩手         | 日本テレビ系列                               |        |
| 宮城県         | ミヤギテレビ       | 日本テレビ系列                               |        |
| 秋田県         | 秋田放送           | 日本テレビ系列                               |        |
| 山形県         | 山形放送           | 日本テレビ系列 テレビ朝日系列                |        |
| 福島県         | 福島中央テレビ     | 日本テレビ系列                               |        |
| 山梨県         | 山梨放送           | 日本テレビ系列                               |        |
| 新潟県         | テレビ新潟         | 日本テレビ系列                               |        |
| 長野県         | 信越放送           | TBS系列                                      |        |
| 静岡県         | 静岡第一テレビ     | 日本テレビ系列                               |        |
| 富山県         | 北日本放送         | 日本テレビ系列                               |        |
| 石川県         | 北陸放送           | TBS系列                                      |        |
| 福井県         | 福井放送           | 日本テレビ系列                               |        |
| 中京広域圏     | 中京テレビ         | 日本テレビ系列                               |        |
| 近畿広域圏     | 読売テレビ         | 日本テレビ系列                               |        |
| 鳥取県・島根県 | 日本海テレビ       | 日本テレビ系列 テレビ朝日系列                |        |
| 広島県         | 広島テレビ         | 日本テレビ系列                               |        |
| 山口県         | 山口放送           | 日本テレビ系列 テレビ朝日系列                |        |
| 徳島県         | 四国放送           | 日本テレビ系列                               |        |
| 香川県・岡山県 | 西日本放送         | 日本テレビ系列                               |        |
| 愛媛県         | 南海放送           | 日本テレビ系列                               |        |
| 高知県         | 高知放送           | 日本テレビ系列                               |        |
| 福岡県         | 福岡放送           | 日本テレビ系列                               |        |
| 長崎県         | テレビ長崎         | フジテレビ系列 日本テレビ系列                |        |
| 熊本県         | くまもと県民テレビ | 日本テレビ系列                               |        |
| 大分県         | テレビ大分         | フジテレビ系列 日本テレビ系列 テレビ朝日系列 |        |
| 鹿児島県       | 鹿児島テレビ       | フジテレビ系列 日本テレビ系列 テレビ朝日系列 |        |
| 沖縄県         | 琉球放送           | TBS系列                                      |        |

| 日本テレビ系列 水曜19:30枠                                       | 日本テレビ系列 水曜19:30枠                       | 日本テレビ系列 水曜19:30枠                                        |
| 前番組                                                           | 番組名                                           | 次番組                                                            |
| ---------------------------------------------------------------- | ------------------------------------------------ | ----------------------------------------------------------------- |
| テレビに出たいやつみんな来い!! （1982年1月20日 - 1982年3月24日） | わっ!!ツービートだ （1982年4月28日 - 1982年9月） | 歌のワイド90分! （1982年10月13日 - 1986年9月17日） ※19:30 - 20:54 |